# سولوس
سولوس (به لاتین: Sulus) یک منطقهٔ مسکونی در روسیه است که در استان آمور واقع شده‌است.